# Северак-д'Аверон
Северак-д'Аверон (фр. Sévérac d'Aveyron) — муніципалітет у Франції, у регіоні Окситанія, департамент Аверон. Северак-д'Аверон утворено 1 січня 2016 року шляхом злиття муніципалітетів Бюзен, Лапануз, Лаверн, Рекуль-Превінк'єр i Северак-ле-Шато. Адміністративним центром муніципалітету є Северак-ле-Шато. Населення — 4062 особи (01.01.2021).